# Viajeros Cuatro
Viajeros Cuatro es un programa de televisión que se emite principalmente en el canal español Cuatro, el cual visita diferentes países del mundo para conocer, de la mano de sus habitantes, diferentes lugares de las ciudades a través de su cultura, sus tradiciones y los espectaculares parajes. Se asiste a aldeas perdidas, se realizan rutas viajeras famosas y se visitan las ciudades míticas más frecuentadas a través de la visión de gente anónima. Así, la cadena revive el espíritu que creó hace años con Callejeros Viajeros. En la tercera temporada, debido a la pandemia del Covid19 tuvieron que darle otro enfoque al programa y visitarian lugares de España. El programa llevaría como sobrenombre España sin ir más lejos.
En un principio se anunció como Vagamundos, pero Mediaset lo rebautizó para aprovechar la relevancia de la marca "Viajeros", recordando al formato de Callejeros viajeros. El programa está producido por Producciones Mandarina y dirigido por Nacho Medina en su primera edición. Alberto Muñiz cogió el relevo en la dirección desde la segunda temporada, con la subdirección de Cristina Forneiro.

## Reporteros
- Lucas Goikoetxea (2018-act)
- Marina Romero (2018-act)
- Eva Rojas (2022-act)
- Lourdes Gordillo (2023-act)
- Aranzazu Fuertes (2024-act)
- Antonio Montero (2025-act)
- Pedro Mardones (2018)
- Mónica Domínguez (2018-2022)
- Amaya Rey (2018)
- Inés Paz (2018)
- Javier Silvestre (2018-2020)
- Luis Calero (2019-2021)
- Erika Barreras (2019-2020)
- Noemí Redondo (2019)
- Rafa Rodrigo (2021)
- Pablo de Miguel (2021-2023)
- Estefania Masó (2021-2022)
- Aranzazu Fuertes (2024)
- Saúl Montes (2024)

## Operadores de cámara
- Jesús Solla (2018-2022)
- Álvaro Secunza (2018-2020)
- Roberto Secunza (2019-2023)
- Dani Leal(2023-2024)
- Gonzalo Martínez (2022-2023)

## Temporadas

### 1.ª Temporada (2018)
| Programa  | Destino               | Día de emisión | Audiencia        |
| --------- | --------------------- | -------------- | ---------------- |
| 1x01 (1)  | Silicon Valley        | 04/04/2018     | 1 064 000 (6,6%) |
| 1x02 (2)  | Beirut                | 11/04/2018     | 746 000 (4,9%)   |
| 1x03 (3)  | Medellín              | 18/04/2018     | 779 000 (5,1%)   |
| 1x04 (4)  | Budapest              | 25/04/2018     | 774 000 (4,9%)   |
| 1x05 (5)  | Moscú San Petersburgo | 04/07/2018     | 826 000 (5,8%)   |
| 1x06 (6)  | Fortaleza             | 11/07/2018     | 805 000 (5,6%)   |
| 1x07 (7)  | Taiwán                | 18/07/2018     | 859 000 (6,6%)   |
| 1x08 (8)  | Melbourne Tasmania    | 25/07/2018     | 795 000 (6,5%)   |
| 1x09 (9)  | Mónaco Marsella       | 01/08/2018     | 789 000 (6,7%)   |
| 1x10 (10) | Nueva York            | 08/08/2018     | 920 000 (7,9%)   |
| 1x11 (11) | Nápoles               | 15/08/2018     | 635 000 (5,6%)   |
| 1x12 (12) | Mauricio Reunión      | 22/08/2018     | 748 000 (6,7%)   |
| 1x13 (13) | Yucatán               | 29/08/2018     | 847 000 (6,8%)   |

### 2.ª Temporada (2019)
| Programa  | Destino              | Día de emisión | Audiencia        |
| --------- | -------------------- | -------------- | ---------------- |
| 2x01 (14) | Bali                 | 07/07/2019     | 845 000 (6,0%)   |
| 2x02 (15) | República Dominicana | 14/07/2019     | 764 000 (6,1%)   |
| 2x03 (16) | Filipinas            | 21/07/2019     | 756 000 (6,2%)   |
| 2x04 (17) | Miami                | 28/07/2019     | 786 000 (6,4%)   |
| 2x05 (18) | Croacia              | 04/08/2019     | 654 000 (5,6%)   |
| 2x06 (19) | Costa Rica           | 11/08/2019     | 739 000 (6,6%)   |
| 2x07 (20) | Rio de Janeiro       | 18/08/2019     | 630 000 (5,4%)   |
| 2x08 (21) | Cartagena de Indias  | 25/08/2019     | 712 000 (5,9%)   |
| 2x09 (22) | Estambul             | 01/09/2019     | 787 000 (5,7%)   |
| 2x10 (23) | Las Vegas            | 08/09/2019     | 710 000 (4,8%)   |
| 2x11 (24) | Vietnam              | 15/09/2019     | 1 130 000 (7,1%) |
| 2x12 (25) | Tokio                | 22/09/2019     | 904 000 (5,6%)   |
| 2x13 (26) | Túnez                | 29/09/2019     | 807 000 (5,0%)   |

### 3.ª Temporada (2020)
| Programa  | Destino          | Día de emisión | Audiencia      |
| --------- | ---------------- | -------------- | -------------- |
| 3x01 (27) | Cantabria        | 19/06/2020     | 881 000 (6,2%) |
| 3x02 (28) | Rías Bajas       | 26/06/2020     | 684 000 (5,3%) |
| 3x03 (29) | Cádiz            | 03/07/2020     | 673 000 (5,6%) |
| 3x04 (30) | Costa Brava      | 10/07/2020     | 611 000 (5,1%) |
| 3x05 (31) | Valencia         | 17/07/2020     | 747 000 (6,4%) |
| 3x06 (32) | Guipúzcoa        | 24/07/2020     | 602 000 (5,5%) |
| 3x07 (33) | Lanzarote        | 31/07/2020     | 818 000 (7,3%) |
| 3x08 (34) | Ibiza            | 07/08/2020     | 697 000 (6,3%) |
| 3x09 (35) | Málaga           | 21/08/2020     | 779 000 (7,0%) |
| 3x10 (36) | Asturias         | 28/08/2020     | 905 000 (7,7%) |
| 3x11 (37) | Pirineo aragonés | 04/09/2020     | 692 000 (5,6%) |
| 3x12 (38) | Tenerife         | 11/09/2020     | 528 000 (4,1%) |

### 4.ª Temporada (2021)
| Programa  | Destino            | Día de emisión | Audiencia      |
| --------- | ------------------ | -------------- | -------------- |
| 4x01 (39) | Mallorca           | 11/06/2021     | 572 000 (4,5%) |
| 4x02 (40) | La Palma El Hierro | 18/06/2021     | 639 000 (5,4%) |
| 4x03 (41) | Granada            | 25/06/2021     | 521 000 (4,3%) |
| 4x04 (42) | Tanzania Zanzíbar  | 25/06/2021     | 383 000 (4,2%) |
| 4x05 (43) | Navarra            | 02/07/2021     | 514 000 (4,5%) |
| 4x06 (44) | Alicante           | 09/07/2021     | 544 000 (4,8%) |
| 4x07 (45) | Camino de Santiago | 16/07/2021     | 560 000 (5,0%) |
| 4x08 (46) | Almería            | 25/07/2021     | 732 000 (6,0%) |
| 4x09 (47) | Cáceres            | 01/08/2021     | 796 000 (6,6%) |
| 4x10 (48) | Sídney             | 08/08/2021     | 556 000 (4,7%) |
| 4x11 (49) | Nueva Orleans      | 15/08/2021     | 445 000 (4,2%) |
| 4x12 (50) | Buenos Aires       | 22/08/2021     | 447 000 (3,9%) |
| 4x13 (51) | México             | 29/08/2021     | 628 000 (4,8%) |

### 5.ª Temporada (2022)
| Programa  | Destino       | Día de emisión | Audiencia      |
| --------- | ------------- | -------------- | -------------- |
| 5x01 (52) | Gran Canaria  | 04/07/2022     | 531 000 (4,6%) |
| 5x02 (53) | Castellón     | 11/07/2022     | 448 000 (4,1%) |
| 5x03 (54) | Ribeira Sacra | 18/07/2022     | 387 000 (3,8%) |
| 5x04 (55) | Sevilla       | 25/07/2022     | 487 000 (5,3%) |
| 5x05 (56) | La Coruña     | 01/08/2022     | 652 000 (7,0%) |
| 5x06 (57) | Burgos        | 08/08/2022     | 567 000 (6,6%) |
| 5x07 (58) | Vizcaya       | 15/08/2022     | 549 000 (6,7%) |
| 5x08 (59) | Israel        | 22/08/2022     | 550 000 (6,3%) |
| 5x09 (60) | Los Ángeles   | 29/08/2022     | 500 000 (5,4%) |
| 5x10 (61) | Sicilia       | 05/09/2022     | 416 000 (4,4%) |
| 5x11 (62) | Londres       | 12/09/2022     | 337 000 (3,3%) |
| 5x12 (63) | Eslovenia     | 19/09/2022     | 398 000 (3,9%) |
| 5x13 (64) | Panamá        | 19/09/2022     | 167 000 (3,3%) |

### 6.ª Temporada (2023)
| Programa  | Destino                     | Día de emisión | Audiencia      |
| --------- | --------------------------- | -------------- | -------------- |
| 6x01 (65) | La Gomera Fuerteventura     | 05/07/2023     | 659 000 (6,8%) |
| 6x02 (66) | Ría de Vigo                 | 12/07/2023     | 679 000 (7,4%) |
| 6x03 (67) | Menorca                     | 19/07/2023     | 494 000 (4,7%) |
| 6x04 (68) | Región de Murcia            | 26/07/2023     | 557 000 (6,3%) |
| 6x05 (69) | Huelva                      | 02/08/2023     | 609 000 (6,9%) |
| 6x06 (70) | Álava                       | 09/08/2023     | 502 000 (6,0%) |
| 6x07 (71) | Tailandia                   | 16/08/2023     | 594 000 (7,2%) |
| 6x08 (72) | Guadalajara Puerto Vallarta | 23/08/2023     | 598 000 (7,2%) |
| 6x09 (73) | La Toscana                  | 30/08/2023     | 690 000 (7,7%) |
| 6x10 (74) | Ciudad del Cabo             | 06/09/2023     | 524 000 (5,6%) |

### 7.ª Temporada (2024)
| Programa  | Destino                  | Día de emisión | Audiencia      |
| --------- | ------------------------ | -------------- | -------------- |
| 7x01 (75) | Kuala Lumpur             | 19/06/2024     | 538 000 (5,8%) |
| 7x02 (76) | La Rioja                 | 26/06/2024     | 493 000 (5,4%) |
| 7x03 (77) | Lima                     | 03/07/2024     | 494 000 (5,5%) |
| 7x04 (78) | Costa del Sol            | 10/07/2024     | 612 000 (6,2%) |
| 7x05 (79) | Malta                    | 17/07/2024     | 433 000 (4,9%) |
| 7x06 (80) | Lugo A Mariña Lucense    | 24/07/2024     | 519 000 (6,4%) |
| 7x07 (81) | Cerdeña                  | 31/07/2024     | 514 000 (6,4%) |
| 7x08 (82) | León Astorga y El Bierzo | 07/08/2024     | 557 000 (7,1%) |
| 7x09 (83) | Ruta Ocho apellidos      | 21/08/2024     | 547 000 (7,2%) |
| 7x10 (84) | Costa Dorada             | 28/08/2024     | 585 000 (7,8%) |

### 8.ª Temporada (2025)
| Programa  | Destino         | Día de emisión | Audiencia      |
| --------- | --------------- | -------------- | -------------- |
| 8x01 (85) | Baja California | 11/06/2025     | 560 000 (6,8%) |
| 8x02 (86) | Sri Lanka       | 18/06/2025     | 515 000 (6,3%) |
| 8x03 (87) | Hong Kong       | 25/06/2025     | 671 000 (7,7%) |
| 8x04 (88) | Puerto Rico     | 02/07/2025     | 500 000 (6,9%) |
| 8x05 (89) | Islas Jónicas   | 09/07/2025     | 462 000 (6,4%) |
| 8x06 (90) | Sur de Mallorca | 16/07/2025     | 447 000 (5,9%) |
| 8x07 (91) | Barcelona       | 23/07/2025     | 422 000 (5,2%) |
| 8x08 (92) | Costa asturiana | 30/07/2025     | 482 000 (6,7%) |
| 8x09 (93) | Segovia         | 06/08/2025     | 314 000 (4,7%) |

## Audiencia media
| Temporada                                                 | Fecha | Programas | Cadena | Clasificación | Audiencia      |
| --------------------------------------------------------- | ----- | --------- | ------ | ------------- | -------------- |
| Viajeros Cuatro (1.ª temporada)                           | 2018  | 13        |        |               | 814 000 (6,1%) |
| Viajeros Cuatro (2.ª temporada)                           | 2019  | 13        |        |               | 786 000 (5,9%) |
| Viajeros Cuatro 'España sin ir mas lejos' (3.ª temporada) | 2020  | 12        |        |               | 718 000 (6,0%) |
| Viajeros Cuatro (4.ª temporada)                           | 2021  | 13        |        |               | 564 000 (4,8%) |
| Viajeros Cuatro (5.º temporada)                           | 2022  | 13        |        |               | 461 000 (5,0%) |
| Viajeros Cuatro (6.º temporada)                           | 2023  | 10        |        |               | 590 000 (6,5%) |
| Viajeros Cuatro (7.º temporada)                           | 2024  | 10        |        |               | 529 000 (6,3%) |
| Viajeros Cuatro (8.º temporada)                           | 2025  | 9         |        |               | 486 000 (6,3%) |